# Baroklinität

Barokline Atmosphäre.
Isothermen in rot bis orange, Isobaren in blau.

Unter Baroklinität versteht man, dass Flächen jeweils gleichen Druckes (Isobaren) und jeweils gleicher Temperatur (Isothermen) nicht parallel zueinander liegen, sondern dass sie sich schneiden. Auf einer Temperaturfläche existiert daher ein Druckgradient und umgekehrt. Das Gegenstück zur Baroklinität ist die Barotropie.
In baroklin geschichteten Luftmassen führt das Auftreten von seitlich gerichteten, also horizontalen Kräften zur Ausbildung von Strömungen ebenso in horizontaler Richtung. Dies führt dazu, dass die Strömungen in der Erdatmosphäre (Wind) und im Ozean (Meeresströmung) horizontal nicht konstant sind. Eine barokline Schichtung gibt Anlass zur Zirkulationsbeschleunigung in Form von Zyklonen (wirbelförmige Strömungsfelder) und zu dynamischen Instabilitäten.

## Baroklinität in der Atmosphäre
Barokline Schichtungen treten typischerweise im Bereich von Fronten auf, zwischen Luftmassen unterschiedlicher Temperatur. Sie spielen auch bei der Entstehung von Zyklone-Antizyklone-Systemen im Bereich der Westwinddrift eine entscheidende Rolle in der atmosphärischen Zirkulation.

## Baroklinität im Ozean

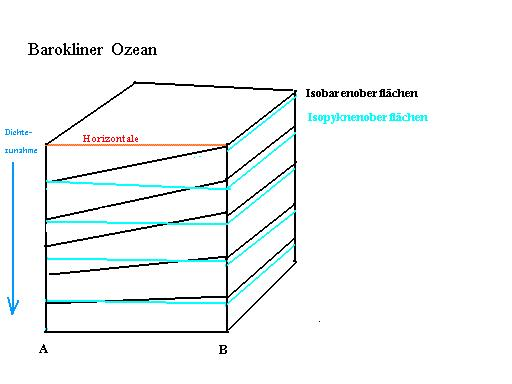
Barokliner Ozean

Im Ozean geht man von barokliner Schichtung in schnelleren Oberflächenströmungen aus. Ausgehend von der baroklinen Schichtung und den Grundgleichungen der Geostrophie können die relativen Strömungsgeschwindigkeiten aus den Dichteunterschieden an zwei Punkten berechnet werden.
Zur Zeichnung:
Die Isopyknen- (Flächen gleicher Dichte) und Isobarenflächen (Flächen gleichen Druckes) stehen hier zueinander geneigt und schneiden sich. Die Isobarenflächen sind in geringen Tiefen parallel zur Meeresoberfläche. Mit zunehmender Tiefe nimmt ihre Neigung jedoch ab, da die mittlere Dichte der Wassersäule über dem Punkt A größer ist als über B. Da die Isobarenflächen mit der Tiefe immer horizontaler werden, nimmt der Druckgradient und mit ihm verbunden die geostrophische Strömung immer weiter ab, bis, wenn die Isobarenoberflächen ab einer gewissen Tiefe horizontal sind, keine geostrophischen Strömungen mehr vorhanden sind.